# Hemicloeina bulolo
Hemicloeina bulolo is een spinnensoort uit de familie Trochanteriidae. De soort komt voor in Nieuw-Guinea.